# فرودگاه تنب بزرگ
فرودگاه امام علی تنب بزرگ فرودگاهی ملی در شهر تنب بزرگ است که عملیات اجرایی آن در سال ۱۳۸۹ به اتمام رسید.   همچنین در تاریخ ۲۶ بهمن ۱۴۰۰، انجام پروازهای ملی از این فرودگاه به صورت رسمی آغاز شد.